# André Morin
 (janvier 2024).
Si vous disposez d'ouvrages ou d'articles de référence ou si vous connaissez des sites web de qualité traitant du thème abordé ici, merci de compléter l'article en donnant les références utiles à sa vérifiabilité et en les liant à la section « Notes et références ».
Pour les articles homonymes, voir Morin.
André Morin, seigneur du Boismorin et du Bois de Tréhans, fut maire de Nantes de 1617 à 1618.

## Biographie
André Morin est le fils de Jean Morin de La Sorinière et le petit-fils d'André Rhuys.
Il est conseiller du Roi, lieutenant civil et criminel au présidial de Nantes.